# Diaphorocera
Diaphorocera es un género de coleóptero de la familia Meloidae.

## Especies
Las especies de este género son:
- Diaphorocera carinicollis Chobaut, 1921
- Diaphorocera chrysoprasis Fairmaire, 1863
- Diaphorocera hemprichi Heyden, 1863
- Diaphorocera johnsoni Kaszab, 1983
- Diaphorocera obscuritarsis Fairmaire, 1885
- Diaphorocera peyerimhoffi Kocher, 1954
- Diaphorocera promelaena Fairmaire, 1876
- Diaphorocera sicardi Bedel, 1917